# Guañameñe
Guañameñe era el nombre de un adivino guanche que habría profetizado la llegada de los conquistadores castellanos a la isla de Tenerife —Canarias, España— a finales del siglo xv.

## Antroponimia
El término, de procedencia guanche, aparece en las fuentes primarias siempre como antropónimo, utilizándose luego como nombre genérico de un tipo de brujos o sacerdotes a partir de la obra de Tomás Arias Marín de Cubas publicada en 1687.
Para el filólogo Juan Álvarez Delgado puede traducirse desde una posible forma primitiva wa n-imeñhi como 'el del mensaje', 'profeta', 'hombre adivino' o 'anunciador de buena nueva'.
Otros autores como Dominik J. Wölfel lo relacionan con el término bereber amenâmena/imenâmenâten 'buen presagio', mientras que el lingüista Ignacio Reyes lo traduce como 'clarividente, adivino' desde la forma wa-n-amənzaz.
En las fuentes escritas aparecen también las variantes Guadameñe, Guanameñe, Guañameña o Guañame.

## Historia
La historia sobre el adivino Guañameñe se debe principalmente al fraile Alonso de Espinosa, quien en su obra Historia de Nuestra Señora de Candelaria hace mención a que los guanches habían sido advertidos por el adivino de que «habían de venir dentro de unos pájaros grandes unas gentes blancas por la mar, y habían de enseñorear la isla». Según el dominico, Guañameñe habría profetizado estos hechos un siglo antes de la arribada de los castellanos en 1494, y fue la causa de que el mencey de Taoro ordenara al resto de reyes guanches que le dieran aviso si llegaba algún extranjero a las costas de la isla, cosa que hizo el de Güímar al aparecer en sus playas la imagen de la Virgen de Candelaria.
Por su parte, Antonio de Viana convierte al adivino Guañameñe en un personaje de su poema épico Conquista de Tenerife publicado en 1604. En esta obra narra que el adivino pide audiencia al mencey Bencomo de Taoro y le vaticina que habrían de llegar extranjeros por el mar que enseñorearían la isla, a lo que el mencey injuriado responde mandando ahorcar de un árbol a Guañameñe.